# Dyskografia Destiny’s Child
Artykuł przedstawia całkowitą dyskografię amerykańskiego zespołu R&B Destiny’s Child. Grupa w sumie wydała pięć albumów studyjnych, siedemnaście singli oraz dwadzieścia cztery teledyski dzięki wytwórni Sony Music.
Debiutancki album studyjny girlsbandu zatytułowany Destiny’s Child ukazał się w lutym 1998 w Stanach Zjednoczonych i osiadł na pozycji #67 notowania Billboard 200. Wydawnictwo zyskało certyfikat platynowej płyty przyznany przez organizację Recording Industry Association of America (RIAA). Pierwszy singel promujący krążek, utwór „No, No, No Part 2” znalazł się na miejscu #3 zestawienia Billboard Hot 100 oraz uzyskał status platyny w USA. Kolejne single „With Me” i „Get on the Bus” nie powtórzyły sukcesu debiutanckiej piosenki promującej wydawnictwo. Po roku, od premiery debiutu, zespół zdecydował się na wydanie drugiego albumu The Writing’s on the Wall, który stał się dla Destiny’s Child przełomem w karierze. Wydawnictwo znalazło się w Top 10 notowania najlepiej sprzedających się albumów w Stanach Zjednoczonych oraz sprzedało się na całym świecie w nakładzie przekraczającym trzynaście milionów egzemplarzy. Dwie, z czterech promujących piosenek osiadły na szczycie zestawienia Billboard Hot 100, pozostałe znalazły się w Top 40 notowania. W październiku 2000 roku zespół nagrał utwór „Independent Women Part I”, który stał się przewodnią piosenką filmu Aniołki Charliego. Singel przez jedenaście tygodni okupował miejsce #1 notowania Billboard Hot 100.
Trzeci album studyjny, Survivor ukazał się na wiosnę 2001 roku i zadebiutował na szczycie zestawienia Billboard 200. Pierwsze trzy single prezentujące wydawnictwo znalazły się w Top 3 notowania Billboard Hot 100. Krążek zyskał status poczwórnej platyny w USA oraz podwójnej platyny w Australii. W październiku 2001 zespół wydał świąteczny album 8 Days of Christmas, na którym znalazły się zarówno kompozycje autorskie, jak i interpretacje powszechnie znanych kolęd oraz pastorałek. W lutym 2002 roku Destiny’s Child otrzymały dwie nagrody Grammy za utwór „Say My Name” w kategoriach najlepszy wokalny występ R&B duetu lub grupy i najlepsza piosenka R&B.
Po trzech latach przerwy, grupa powróciła i w listopadzie 2004 wydała piąty, a zarazem ostatni album Destiny Fulfilled. Wydawnictwo osiadło na pozycji #2 w USA oraz odznaczone zostało certyfikatem potrójnej platyny. Cztery single promujące krążek zyskały komercyjny sukces zajmując miejsca w Top 30 zestawienia Billboard Hot 100. W czerwcu 2005 roku podczas ostatniej trasy koncertowej, wokalistki Destiny’s Child ogłosiły rozpad zespołu. Pożegnalna kompilacja największych hitów, #1's ukazała się w październiku 2005. Ostatnim singlem wydanym przez zespół został utwór „Stand Up for Love”.

## Albumy studyjne
| Tytuł                                               | Informacje                                                                               | Najwyższe pozycje na listach | Najwyższe pozycje na listach | Najwyższe pozycje na listach | Najwyższe pozycje na listach | Najwyższe pozycje na listach | Najwyższe pozycje na listach | Najwyższe pozycje na listach | Najwyższe pozycje na listach | Najwyższe pozycje na listach | Najwyższe pozycje na listach | Statusy | Sprzedaż             |
| Tytuł                                               | Informacje                                                                               | US                           | AUS                          | CAN                          | FRA                          | GER                          | IRL                          | NLD                          | NZL                          | SWI                          | UK                           | Statusy | Sprzedaż             |
| --------------------------------------------------- | ---------------------------------------------------------------------------------------- | ---------------------------- | ---------------------------- | ---------------------------- | ---------------------------- | ---------------------------- | ---------------------------- | ---------------------------- | ---------------------------- | ---------------------------- | ---------------------------- | --- | -------------------- |
| Destiny’s Child                                     | - Wydany: 17 lutego 1998 - Wytwórnia: Columbia Records - Format: CD, kaseta              | 67                           | –                            | 33                           | –                            | –                            | –                            | 30                           | –                            | –                            | 45                           | - US: Platyna - CAN: 2× platyna - BPI: Złoto                                                                      | Światowa: 3.000.000  |
| The Writing’s on the Wall                           | - Wydany: 27 lipca 1999 - Wytwórnia: Columbia Records - Format: CD, kaseta               | 5                            | 2                            | 5                            | 32                           | 21                           | 3                            | 3                            | 6                            | 23                           | 10                           | - US: 8× platyna - AUS: 3× platyna - CAN: 5× platyna - FRA: 2× złoto - GER: Złoto - SWI: Złoto - UK: 3× platyna   | Światowa: 13.000.000 |
| Survivor                                            | - Wydany: 1 maja 2001 - Wytwórnia: Columbia Records - Format: CD, kaseta                 | 1                            | 4                            | 1                            | 4                            | 1                            | 1                            | 1                            | 5                            | 1                            | 1                            | - US: 4× platyna - AUS: 2× platyna - CAN: 4× platyna - FRA: 2× złoto - GER: Platyna - UK: 3× platyna - POL: Złoto | Światowa: 10.000.000 |
| 8 Days of Christmas                                 | - Wydany: 29 października 2001 - Wytwórnia: Columbia Records - Format: CD, kaseta        | 34                           | –                            | 34                           | 134                          | 80                           | –                            | 24                           | –                            | –                            | 117                          | - US: Złoto - CAN: Złoto                                                                                          | Światowa: 1.100.000  |
| Destiny Fulfilled                                   | - Wydany: 15 listopada 2004 - Wytwórnia: Columbia Records - Format: CD, digital download | 2                            | 11                           | 3                            | 9                            | 3                            | 5                            | 4                            | 21                           | 3                            | 5                            | - US: 3× platyna - AUS: Platyna - CAN: Platyna - GER: Platyna - SWI: Złoto - UK: Platyna                          | Światowa: 6.000.000  |
| „–” album nie był notowany, bądź nie został wydany. |                                                                                          |                              |                              |                              |                              |                              |                              |                              |                              |                              |                              | |                      |

## Kompilacje
| Tytuł                                                    | Informacje                                                                                  | Najwyższe pozycje na listach | Najwyższe pozycje na listach | Najwyższe pozycje na listach | Najwyższe pozycje na listach | Najwyższe pozycje na listach | Najwyższe pozycje na listach | Najwyższe pozycje na listach | Najwyższe pozycje na listach | Najwyższe pozycje na listach | Najwyższe pozycje na listach | Statusy                                                   |
| Tytuł                                                    | Informacje                                                                                  | US                           | AUS                          | FRA                          | GER                          | IRL                          | JAP                          | NLD                          | NZL                          | SWI                          | UK                           | Statusy                                                   |
| -------------------------------------------------------- | ------------------------------------------------------------------------------------------- | ---------------------------- | ---------------------------- | ---------------------------- | ---------------------------- | ---------------------------- | ---------------------------- | ---------------------------- | ---------------------------- | ---------------------------- | ---------------------------- | --------------------------------------------------------- |
| #1's                                                     | - Wydany: 25 października 2005 - Wytwórnia: Columbia Records - Format: CD, digital download | 1                            | 10                           | 189                          | 27                           | 8                            | 1                            | 31                           | 3                            | 8                            | 6                            | - US: Platyna - AUS: Platyna - CAN: Platyna - UK: Platyna |
| Mathew Knowles & Music World Present Vol.1: Love Destiny | - Wydany: 25 czerwca 2008 - Wytwórnia: Columbia Records - Format: CD, digital download      | –                            | –                            | –                            | –                            | –                            | 18                           | –                            | –                            | –                            | –                            |                                                           |
| Playlist: The Very Best of Destiny’s Child               | - Wydany: 9 października 2012 - Wytwórnia: Columbia Records - Format: CD, digital download  | 77                           | –                            | –                            | –                            | –                            | –                            | –                            | –                            | –                            | –                            |                                                           |
| Love Songs                                               | - Wydany: 29 stycznia 2013 - Wytwórnia: Columbia Records - Format: CD, digital download     | 72                           | 69                           | 149                          | –                            | 27                           | –                            | –                            | –                            | 89                           | 44                           |                                                           |
| „–” album nie był notowany, bądź nie został wydany.      |                                                                                             |                              |                              |                              |                              |                              |                              |                              |                              |                              |                              |                                                           |

## Albumy z remiksami
| Single Remix Tracks                                 | - Wydany: 1 listopada 2000 - Wytwórnia: Columbia Records - Format: CD, kaseta | –  | –  | –  | –  | –  | –  | – | –  | –  |              |
| This Is the Remix                                   | - Wydany: 12 marca 2002 - Wytwórnia: Columbia Records - Format: CD, kaseta    | 29 | 43 | 54 | 43 | 59 | 27 | 8 | 43 | 25 | - UK: Srebro |
| „–” album nie był notowany, bądź nie został wydany. |                                                                               |    |    |    |    |    |    |   |    |    |              |

## Minialbumy
- Love: Destiny (2001)

## Single
| Tytuł                                                    | Rok  | Najwyższe pozycje na listach | Najwyższe pozycje na listach | Najwyższe pozycje na listach | Najwyższe pozycje na listach | Najwyższe pozycje na listach | Najwyższe pozycje na listach | Najwyższe pozycje na listach | Najwyższe pozycje na listach | Najwyższe pozycje na listach | Najwyższe pozycje na listach | Najwyższe pozycje na listach | Statusy                                                           | Album                                |
| Tytuł                                                    | Rok  | US                           | US R&B                       | AUS                          | CAN                          | FRA                          | GER                          | IRL                          | NLD                          | NZL                          | SWI                          | UK                           | Statusy                                                           | Album                                |
| -------------------------------------------------------- | ---- | ---------------------------- | ---------------------------- | ---------------------------- | ---------------------------- | ---------------------------- | ---------------------------- | ---------------------------- | ---------------------------- | ---------------------------- | ---------------------------- | ---------------------------- | ----------------------------------------------------------------- | ------------------------------------ |
| „No, No, No Part 2” (z gościnnym udziałem Wyclefa Jeana) | 1997 | 3                            | 1                            | –                            | 7                            | 88                           | 17                           | –                            | 2                            | 16                           | 13                           | 5                            | - US: Platyna                                                     | Destiny’s Child                      |
| „With Me” (z gościnnym udziałem Jermaine’a Dupri)        | 1998 | –                            | –                            | –                            | –                            | –                            | –                            | –                            | 87                           | –                            | –                            | 19                           | –                                                                 | Destiny’s Child                      |
| „Get on the Bus” (z gościnnym udziałem Timbalanda)       | 1998 | –                            | 63                           | –                            | –                            | –                            | 60                           | –                            | 18                           | –                            | –                            | 15                           | –                                                                 | Why Do Fools Fall in Love soundtrack |
| „Bills, Bills, Bills”                                    | 1999 | 1                            | 1                            | 26                           | 7                            | 20                           | 18                           | 17                           | 9                            | 12                           | 28                           | 6                            | - US: Złoto - UK: Srebro                                          | The Writing’s on the Wall            |
| „Bug a Boo”                                              | 1999 | 33                           | 15                           | 26                           | –                            | 57                           | 20                           | –                            | 6                            | –                            | 60                           | 9                            | –                                                                 | The Writing’s on the Wall            |
| „Say My Name”                                            | 2000 | 1                            | 1                            | 1                            | 4                            | 10                           | 14                           | 15                           | 7                            | 4                            | 20                           | 3                            | - US: Złoto - AUS: 2× platyna - FRA: Złoto - UK: Srebro           | The Writing’s on the Wall            |
| „Jumpin’, Jumpin’”                                       | 2000 | 33                           | 15                           | 26                           | –                            | 57                           | 20                           | –                            | 10                           | –                            | 60                           | 9                            | - AUS: Platyna - FRA: Złoto - UK: Srebro                          | The Writing’s on the Wall            |
| „Independent Women Part I”                               | 2000 | 1                            | 1                            | 3                            | 3                            | 19                           | 10                           | 2                            | 2                            | 1                            | 2                            | 1                            | - AUS: 2× platyna - FRA: Złoto - UK: Złoto                        | Charlie’s Angels soundtrack          |
| „Survivor”                                               | 2001 | 2                            | 6                            | 7                            | 2                            | 12                           | 8                            | 1                            | 2                            | 3                            | 5                            | 1                            | - US: Złoto - AUS: Platyna - UK: Srebro                           | Survivor                             |
| „Bootylicious”                                           | 2001 | 1                            | 2                            | 4                            | 4                            | 14                           | 16                           | 5                            | 5                            | 4                            | 11                           | 2                            | - AUS: Platyna - UK: Srebro                                       | Survivor                             |
| „Emotion”                                                | 2001 | 10                           | 28                           | 17                           | 11                           | 61                           | 21                           | 9                            | 10                           | 2                            | 21                           | 3                            | - AUS: Złoto                                                      | Survivor                             |
| „Nasty Girl”                                             | 2002 | –                            | –                            | 10                           | –                            | –                            | 36                           | 34                           | 21                           | 46                           | 22                           | –                            | - AUS: Złoto                                                      | Survivor                             |
| „Lose My Breath”                                         | 2004 | 3                            | 10                           | 3                            | –                            | 8                            | 3                            | 1                            | 5                            | 4                            | 1                            | 2                            | - US: Złoto - AUS: Platyna - FRA: Złoto - SWI: Złoto - UK: Srebro | Destiny Fulfilled                    |
| „Soldier” (z gościnnym udziałem T.I.'a oraz Lil Wayne’a) | 2004 | 3                            | 3                            | 3                            | –                            | 28                           | 11                           | 6                            | 13                           | 4                            | 10                           | 4                            | - US: Platyna - AUS: Złoto                                        | Destiny Fulfilled                    |
| „Girl”                                                   | 2005 | 23                           | 10                           | 5                            | –                            | –                            | 38                           | 8                            | 22                           | 6                            | 26                           | 6                            | - US: Złoto - AUS: Złoto                                          | Destiny Fulfilled                    |
| „Cater 2 U”                                              | 2005 | 14                           | 3                            | 15                           | 32                           | –                            | –                            | –                            | 60                           | 7                            | –                            | –                            | - US: Platyna                                                     | Destiny Fulfilled                    |
| „Stand Up for Love”                                      | 2005 | –                            | –                            | –                            | –                            | –                            | –                            | –                            | –                            | –                            | –                            | –                            | –                                                                 | #1's                                 |
| „–” singel nie był notowany, bądź nie został wydany.     |      |                              |                              |                              |                              |                              |                              |                              |                              |                              |                              |                              |                                                                   |                                      |

### Z gościnnym udziałem
| „Can’t Stop” (Lil’ O featuring Destiny’s Child)                                     | 1997 | –  | 87 | –  | Blood Money         |
| „Just Be Straight with Me” (Silkk the Shocker featuring Destiny’s Child & Master P) | 1998 | 57 | 36 | –  | Charge It 2 da Game |
| „She’s Gone” (Matthew Marsden featuring Destiny’s Child)                            | 1998 | –  | –  | 24 | Say Who             |
| „Thug Love” (50 Cent featuring Destiny’s Child)                                     | 1999 | –  | –  | –  | Power of the Dollar |
| „The Girl Is Mine” (99 Souls featuring Destiny’s Child & Brandy)                    | 2015 | –  | –  | 5  | —                   |
| „–” singel nie był notowany, bądź nie został wydany.                                |      |    |    |    |                     |

### Single promocyjne
- 2001 – „8 Days of Christmas” z albumu 8 Days of Christmas
- 2004 – „Rudolph the Red-Nosed Reindeer” z albumu 8 Days of Christmas

## Gościnny wokal
| Piosenka                   | Rok  | Artysta                                      | Album               |
| -------------------------- | ---- | -------------------------------------------- | ------------------- |
| „Can’t Stop”               | 1997 | Lil’ O, Destiny’s Child                      | Blood Money         |
| „Just Be Straight with Me” | 1998 | Silkk the Shocker, Destiny’s Child, Master P | Charge It 2 da Game |
| „She’s Gone”               | 1998 | Matthew Marsden, Destiny’s Child             | Say Who             |
| „Woman in Me”              | 1999 | Jessica Simpson, Destiny’s Child             | Sweet Kisses        |
| „Thug Love”                | 1999 | 50 Cent, Destiny’s Child                     | Power of the Dollar |
| „Good to Me”               | 2000 | Mary Mary, Destiny’s Child                   | Thankful            |
| „Do It Again”              | 2000 | Cam’ron, Jim Jones, Destiny’s Child          | S.D.E.              |

## Muzyka filmowa
| Piosenka                   | Rok  | Film                      |
| -------------------------- | ---- | ------------------------- |
| „Get on the Bus”           | 1998 | Why Do Fools Fall in Love |
| „Once a Fool”              | 1998 | NFL Jams '98              |
| „Stimulate Me”             | 1999 | Życie                     |
| „No More Rainy Days”       | 1999 | Blokersi                  |
| „Big Momma’s Theme”        | 2000 | Agent XXL                 |
| „Independent Women Part I” | 2000 | Aniołki Charliego         |
| „Dot”                      | 2000 | Aniołki Charliego         |
| „I Know”                   | 2004 | Wojna pokus               |

## Wideografia

### DVD
| Rok  | Informacje                          | Certyfikaty   |
| ---- | ----------------------------------- | ------------- |
| 2001 | The Platinum’s on the Wall          | - US: Złoto   |
| 2003 | Destiny’s Child World Tour          | - UK: Złoto   |
| 2005 | Destiny Fulfilled 2005 Tour Edition |               |
| 2006 | Destiny’s Child: Live in Atlanta    | - US: Platyna |
| 2008 | Video Fan PackEdition               |               |
| 2013 | Destiny’s Child Video Anthology     |               |

### Teledyski
| Tytuł                                | Rok  | Reżyser          |
| ------------------------------------ | ---- | ---------------- |
| „No, No, No Part 2”                  | 1997 | Darren Grant     |
| „No, No, No Part 1”                  | 1998 | Darren Grant     |
| „With Me”                            | 1998 | Darren Grant     |
| „Get on the Bus”                     | 1998 | Earle Sebastian  |
| „Bills, Bills, Bills”                | 1999 | Darren Grant     |
| „Bug a Boo”                          | 1999 | Darren Grant     |
| „Bug a Boo (Refugee Camp Remix)”     | 1999 | Darren Grant     |
| „Say My Name”                        | 2000 | Joseph Kahn      |
| „Jumpin’, Jumpin’”                   | 2000 | Joseph Kahn      |
| „Jumpin’, Jumpin’ (So So Def Remix)” | 2000 | Joseph Kahn      |
| „Independent Women Part 1”           | 2000 | Francis Lawrence |
| „Survivor”                           | 2001 | Darren Grant     |
| „Survivor (Remix)”                   | 2001 | Darren Grant     |
| „Bootylicious”                       | 2001 | Matthew Rolston  |
| „Bootylicious (Rockwilder Remix)”    | 2001 | Little X         |
| „Emotion”                            | 2001 | Francis Lawrence |
| „8 Days of Christmas”                | 2001 | Sanaa Hamri      |
| „Nasty Girl”                         | 2002 | Sanaa Hamri      |
| „Lose My Breath”                     | 2004 | Marc Klasfeld    |
| „Soldier”                            | 2004 | Ray Kay          |
| „Rudolph the Red-Nosed Reindeer”     | 2004 | Jesse Rosensweet |
| „Girl”                               | 2005 | Bryan Barber     |
| „Cater 2 U”                          | 2005 | Jake Nava        |
| „Stand Up for Love”                  | 2005 | Matthew Rolston  |

Z gościnnym udziałem
| Tytuł                      | Rok  | Reżyser       | Artysta                                   |
| -------------------------- | ---- | ------------- | ----------------------------------------- |
| „Can’t Stop”               | 1997 | Michael Artis | Lil’ O (feat. Destiny’s Child)            |
| „Just Be Straight with Me” | 1998 |               | Silkk Tha Shocker (feat. Destiny’s Child) |
| „She’s Gone”               | 1998 |               | Matthew Marsden (feat. Destiny’s Child)   |